# Impero di Vijayanagara
L'Impero di Vijayanagara (in kannada ವಿಜಯನಗರ ಸಾಮ್ರಾಜ್ಯ; in telugu విజయనగర సామ్రాజ్యము) fu un impero dell'India meridionale esteso sull'altopiano del Deccan.
Fondato nel 1336 da Harihara I e da suo fratello Bukka Raya I, si protrasse fino al 1646 anche se il suo potere diminuì in seguito alla grave sconfitta militare patita nel 1565 ad opera dei Sultanati del Deccan nella battaglia di Talikota.
L'Impero deve il suo nome alla capitale Vijayanagara (in italiano: la città della vittoria), le cui impressionanti rovine, dichiarate Patrimonio dell'umanità dall'UNESCO, circondano l'attuale villaggio di Hampi nell'odierno Stato del Karnataka.
Le cronache dei viaggiatori europei di quel tempo come Duarte Barbosa, Domingo Paes, Fernão Nunes e Niccolò Da Conti e i registri locali ci forniscono informazioni fondamentali sulla sua storia. Gli scavi archeologici rivelano la potenza e la ricchezza di questo impero.
L'eredità dell'Impero comprende un gran numero di monumenti sparsi in tutta l'India meridionale, sebbene i resti più importanti siano quelli di Hampi. Le antiche tradizioni architettoniche indiane si combinano nello stile proprio di Vijayanagara. L'unione di credenze e di lingue ispirò le innovazioni applicate ai templi della tradizione indù, in primo luogo nel Deccan e successivamente tra le altre culture dell'Impero mediante l'utilizzo dei materiali disponibili nelle diverse località. Le strutture più antiche mostrano influenze del Sultanato di Delhi.
Un'amministrazione efficiente e intensi scambi commerciali marittimi portarono all'Impero nuove tecnologie, come ad esempio l'uso dei sistemi di controllo delle acque d'irrigazione. Il patrocinio imperiale incoraggiò le belle arti e la letteratura fiorì nelle lingue kannaḍa, telugu, tamil e sanscrito, mentre la musica carnatica evolse adottando le regole attuali. L'Impero di Vijayanagara fu un punto di svolta nella storia del subcontinente che, trascendendo i regionalismi, promosse l'Induismo come fattore di unità.

## Storia
Riguardo all'origine dell'Impero di Vijayanagara, circolano diverse teorie: alcune fonti indicano che Harihara I e Bukka Raya I, fondatori dell'Impero, fossero nobili telugu della dinastia Kakatiya, che si erano stanziati nei territori settentrionali dell'Impero Hoysala in declino. Altri storici suggeriscono che fossero Kannadiga (nativi di lingua kannaḍa) e comandanti dell'esercito hoysala di stanza nella regione del fiume Tungabhadra per impedire l'invasione dal nord musulmano.

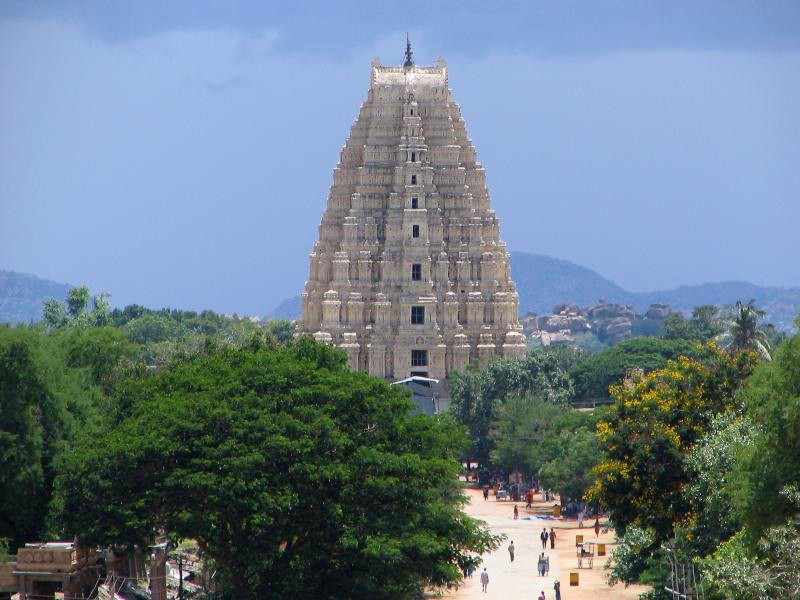
Tempio ad Hampi.

Ma al di là delle congettura sull'origine, gli storici oggi concordano sul fatto che i fratelli fossero sostenuti e ispirati da Vidyaranya, un monaco del monastero di Sringeri, per impedire la penetrazione dei musulmani nell'India meridionale. Lo studio di alcuni scritti di viaggiatori medievali nel loro cammino attraverso l'Impero e i più recenti scavi nel principato di Vijayanagara hanno portato alla luce informazioni relative alla sua incredibile storia, alle fortificazioni e allo sviluppo tecnologico e architettonico raggiunto.
Prima della nascita dell'Impero all'inizio del secolo XIV, i regni del Deccan induista, Seuna Yadava di Devagiri, la dinastia Kakatiya di Warangal, il regno Pandya di Madurai e il piccolo regno di Kampili, subirono periodicamente invasioni musulmane da nord, e nel 1336 vennero sconfitti da ʿAlāʾ al-Dīn Khaljī e Muḥammad ibn Ṭughlāq, sultani di Delhi. L'Impero Hoysala indù era l'ultimo ostacolo per il dominio assoluto del subcontinente. Dopo la morte del re Veera Ballala III in una battaglia contro il Sultanato di Madurai nel 1343, l'Impero Hoysala venne assorbito dal nascente Impero di Vijayanagara.
Nel corso dei primi due decenni dalla fondazione dell'impero, Harihara I prese il controllo della maggior parte del territorio a sud del fiume Tungabhadra, guadagnando il titolo di Purves Paschima Samudra Adhishavara (il signore degli oceani d'Oriente e d'Occidente). Dal 1374, Bukka Raya I, successore di Harihara I, riuscì ad annettere i territori della Signoria di Arcot, della dinastia Reddy di Kondavidu, del Sultanato di Madurai, e ad estendere il dominio verso Goa a occidente e nel doāb, lingua di terra tra due fiumi Krishna e Tungabhadra a nord. Ricevette tributi dall'isola di Lanka e scambiò ambasciate con la dinastia Ming della Cina. La prima capitale era situata nel principato di Anegondi, sulla sponda settentrionale del fiume Tungabhadra in quello che è oggi il Karnataka, e Bukka Raya I la trasferì a Vijayanagara, a sud del fiume.
Con un impero nelle sue mani, Harihara Raya II, il secondo figlio di Bukka Raya I estese il regno al di là del fiume Krishna e consolidò la sua posizione su tutto il sud dell'India. Il successivo governo di Deva Raya I affrontò con successo i Gajapati dell'Orissa e si impegnò con grandi progetti di irrigazione e di fortificazioni. Deva Raya II (chiamato Gajabetekara) gli succedette nel 1424 e fu probabilmente il più abile dei governanti della dinastia Sangama. Soffocò una ribellione lanciata dai nobili di Kollam e tenne a bada il Samoothiri (governante) di Kozhikode. Invase l'isola di Lanka e sottomise il re di Pegu e Tenasserim (l'attuale Birmania). L'impero entrò in crisi verso la fine del secolo XV con l'avvento di Saluva Narasimha Deva Raya nel 1485 e del generale Tuluva Narasa Nayaka nel 1491. Dopo venti anni di instabilità e di ribellioni, salì al trono Krishna Deva Raya, figlio di Tuluva Narasa Nayak.
Nel corso dei decenni successivi, lo Stato ristabilì il suo controllo sulla penisola indiana e respinse le invasioni dei cinque Sultanati del Deccan. L'Impero entrò in una fase aurea e le battaglie intraprese portarono spesso a importanti vittorie. Vijayanagara allargò i suoi domini ad aree che storicamente erano rimaste sotto il controllo dei sultanati del nord e verso i territori a est del Deccan, tra cui il Kalinga, pur riuscendo a mantenere inalterato il controllo sui propri vassalli nel sud. Durante questo periodo vennero completati e commissionati molti importanti monumenti.
A Krishna Deva Raya seguì Achyuta Deva Raya nel 1530 e Sadasiva Raya nel 1542, anche se il potere effettivo cadde nelle mani di Aliya Rama Raya, genero di Krishna Deva Raya, il cui rapporto con i sultanati del Deccan, alleati contro di lui, è stato oggetto di controversie.

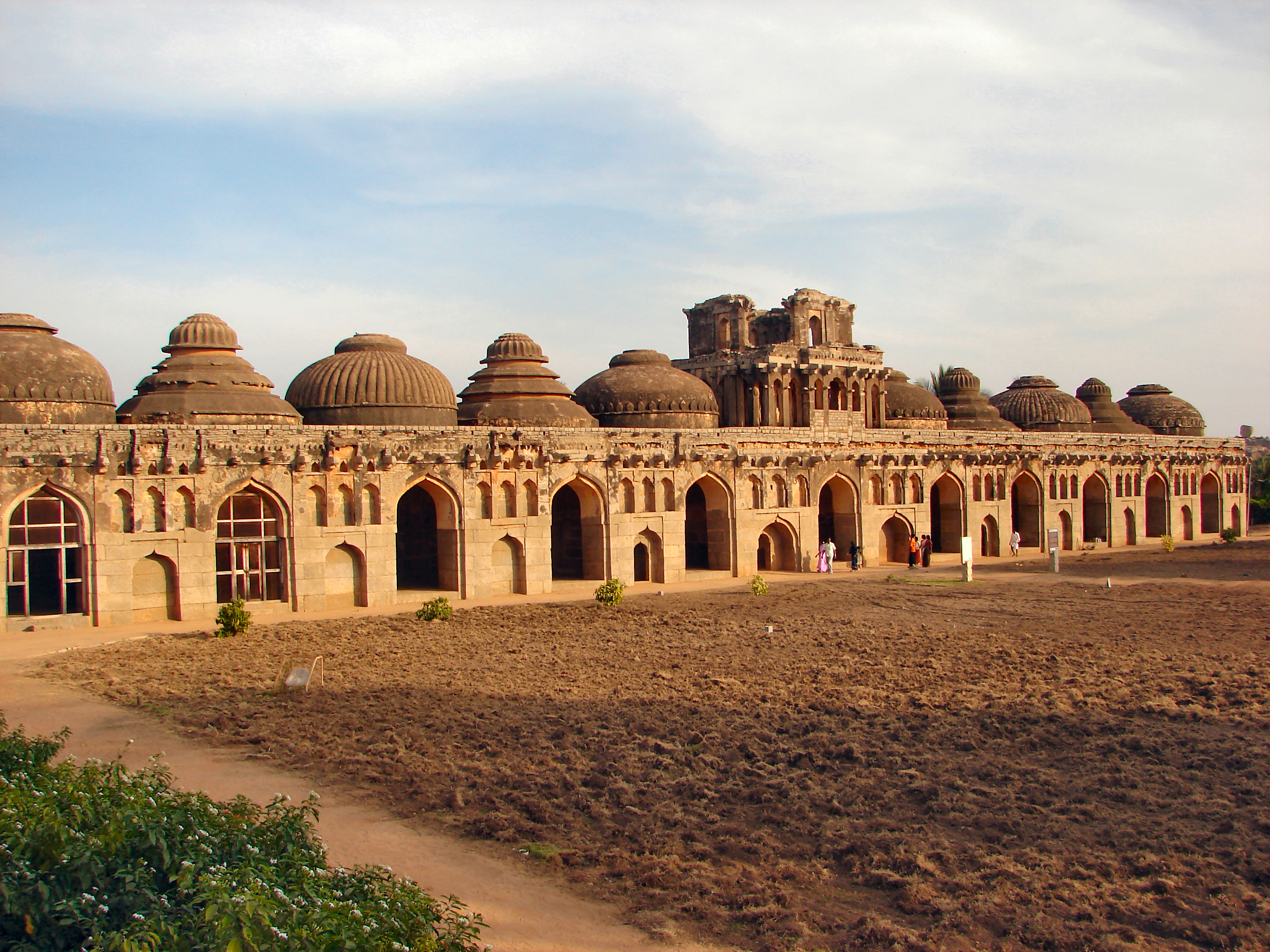
Stalle degli elefanti, Vijayanagara.

L'improvvisa morte di Aliya Raya Rama nel 1565 nella battaglia di Talikota contro l'alleanza formata dai Sultanati del Deccan in quella che era già annunciata come una chiara vittoria per Vijayanagara, fece precipitare le file imperiali nel caos. L'Impero di Vijayanagara non solo subì una grave sconfitta, ma la stessa capitale fu occupata, saccheggiata e distrutta. La città non venne più ricostruita, e le sue rovine attraversarono i secoli tanto che sono visibili ancor oggi. Tirumala Raya, unico comandante sopravvissuto, abbandonò Vijayanagara e marciò verso Penukonda con 550 elefanti e le ricchezze che era riuscito a prelevare dalle casse imperiali.
Il potere dello Stato gradualmente entrò in declino, anche se continuò a intessere relazioni commerciali con il Portogallo, e l'Impero Britannico, cui fu costretto a concedere una serie di territori, in cui in seguito vennero fondate città quali Chennai (antica Madras). A Tirumala Deva Raya succedette il figlio Sriranga I, e alla sua morte senza prole salì al trono il fratello minore, Venkata II, che sotto le pressioni degli eserciti nemici fu costretto a spostare la capitale a Chandragiri, sebbene fosse stato in grado di respingere gli attacchi del Sultanato di Bahmani e a mantenere Penukonda. Nel 1614 nominò successore Sriranga II, ma la decisione portò a conflitti con la nobiltà e lo stesso Sriranga venne assassinato.
A seguito di una sanguinosa guerra civile durata tre anni, venne proclamato re Rama Deva Raya che rimase in carica fino alla sua morte nel 1632. Il suo successore, Venkata III, trasferì la capitale a Vellore dopo essere stato sorpreso da una rivolta guidata dal nipote nel 1638. Morì nel 1642, e suo nipote prese il potere con il nome di Sriranga III.
Quanto rimaneva dell'antico impero venne infine conquistato nel 1646 dagli eserciti di Bijapur e Golconda. I principali vassalli dell'Impero - il regno di Mysore, Nayak di Keladi, i Nayak di Madurai, la dinastia Nayak di Tanjore, i Nayak di Chitradurga e il Nayak di Gingee - si dichiararono indipendenti, e risultarono fondamentali per lo sviluppo dell'India meridionale nei secoli a venire. I regni Nayak (antichi vassalli) sopravvissero fino al secolo XVIII, e il regno di Mysore rimase di fatto indipendente fino all'indipendenza della stessa India, anche se fu amministrato dal Raj Britannico dal 1799 dopo la morte del Sultano Tippu.

## Politica

### Governo e amministrazione

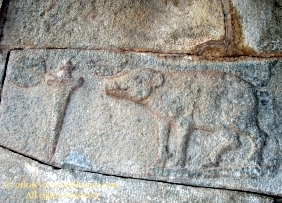
Simboli reali, tra cui il cinghiale, il sole, la luna e il drago.

I governanti dell'Impero di Vijayanagara adottarono il tipo di amministrazione applicato dai regni che lo avevano preceduto, quali l'Impero Hoysala, Kakatiya e Pandya: il re era l'autorità suprema, ma era assistito da un consiglio dei ministri (Pradhan) al capo del quale vi era un Primo ministro (mahapradhana). Altri titoli di governo, sufficientemente importanti da essere riportati su alcune incisioni, furono il segretario di Stato (KaryaKartha o Rayaswami) e il funzionario imperiale (Adhikari). A tutti i ministri e agli alti funzionari era richiesta esperienza nella tattica militare. In una segreteria insediata presso il palazzo reale venivano utilizzati scribi e altri funzionari che dovevano organizzare la burocrazia dell'impero; i comunicati e le leggi imperiali venivano firmati con sigilli di cera e con l'emblema del re. A un livello più basso, i più ricchi proprietari feudali (Goudas) supervisionavano i contabili (karanika o karnam) e le guardie di palazzo (kavalu). L'amministrazione di palazzo era divisa in 72 dipartimenti (niyoga) che occupavano un gran numero di donne elette per la loro gioventù e bellezza (alcune erano straniere o catturate come bottino di guerra), che in precedenza erano state addestrate per affrontare compiti amministrativi e per il servizio per la nobiltà, come cortigiane o concubine.
L'Impero era diviso in cinque province (Rajya o regno), ciascuna sotto il controllo di un comandante supremo (danda-nayaka o danda-natha) e amministrata da un governatore, di solito appartenente alla famiglia reale, in grado di utilizzare gli idiomi locali al fine di snellire l'amministrazione. Un Rajya si suddivideva in regioni (visahaya vente o kottam), poi in contee (sime o nadu), e queste in comuni (Kampana o sthala). Le famiglie nobili amministravano ed ereditavano propri territori e rendevano tributo all'imperatore, mentre altrove, come a Keladi o Madurai, i territori erano sotto la supervisione diretta di un comandante.

### Esercito

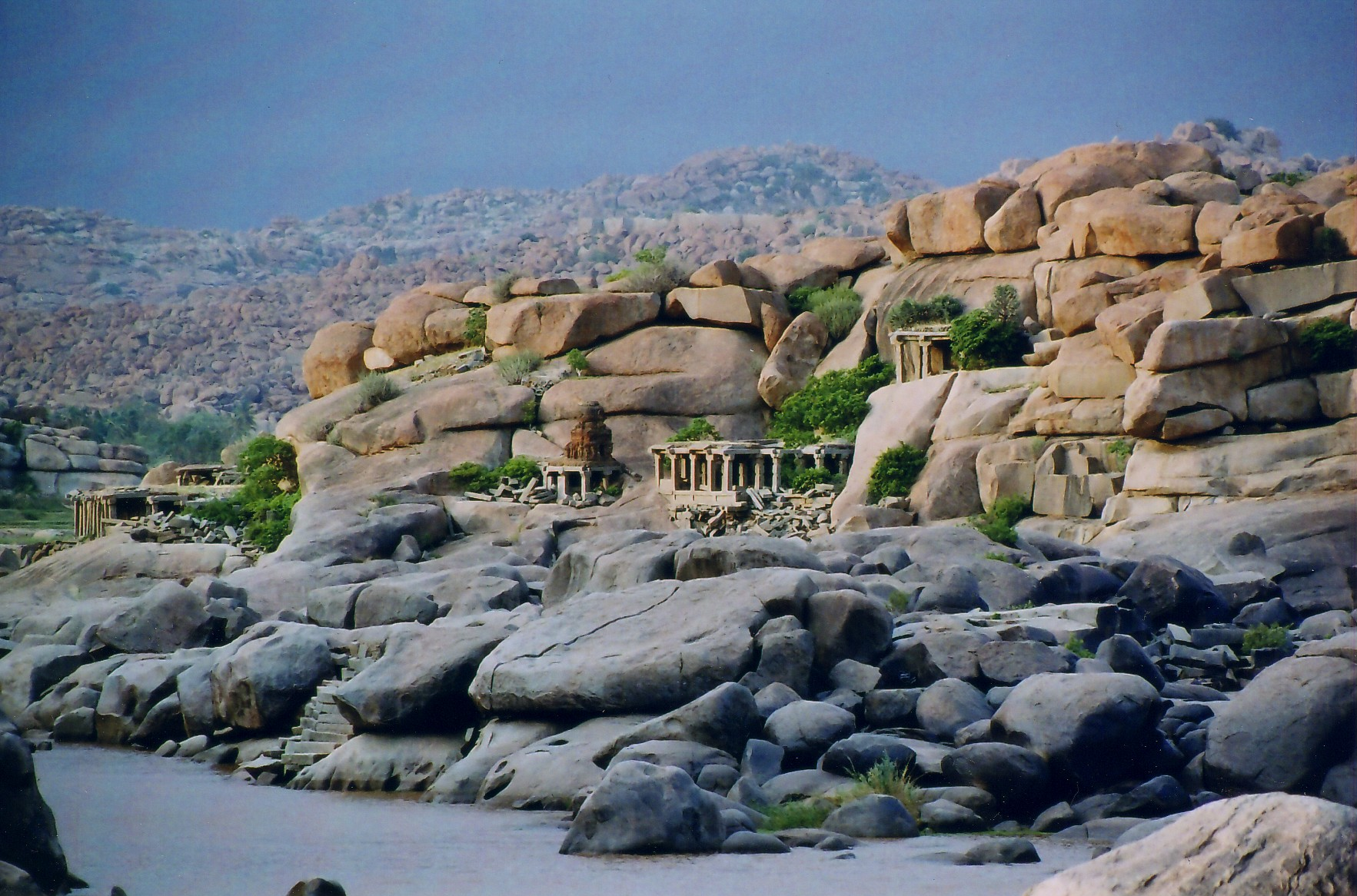
Le impenetrabili difese naturali dell'Impero.

Sul campo di battaglia le truppe venivano guidate dai comandanti. La strategia imperiale fu raramente basata su invasioni su larga scala, la tecnica più in uso fu quella di sviluppare attacchi su piccola scala distruggendo i forti nemici ad uno ad uno. Quello di Vijayanagara fu tra i primi regni indiani a utilizzare l'artiglieria a lunga gittata, gestita da truppe straniere (di cui si sostiene che la migliore provenisse dall'odierno Turkmenistan). Vi erano due tipi di soldati: quelli che componevano la Guardia Reale, reclutati direttamente dall'Impero, e quelli che facevano parte della schiera dei feudatari.
L'esercito personale del re Krishna Deva Raya, ad esempio, era composto da 100.000 soldati, 20.000 cavalieri e più di 900 elefanti da guerra. Ma era solo una parte dell'esercito, di cui si segnala che in alcune circostanze si trovò ad essere composto da più di 2 milioni di persone in armi. L'esercito reclutava i propri uomini da tutte le classi sociali. La fanteria era costituita da arcieri e moschettieri protetti da tuniche imbottite, soldati in armatura con spade e pugnali, e uomini equipaggiati con scudi così grandi da non aver bisogno di protezione supplementare. Cavalli ed elefanti erano pesantemente protetti da armature in metallo (agli elefanti erano legati coltelli alle zanne per poter infliggere il maggior danno possibile al nemico).

## Economia
L'economia dell'impero dipendeva in gran parte dall'agricoltura. Veniva piantato grano (jowar), cotone e ortaggi nelle regioni più aride; mentre nelle aree più piovose si coltivate canna da zucchero, riso e frumento. La foglie di betel (chiamata anche areca, arak), e le noci di cocco rappresentavano una parte sostanziale delle colture da esportazione e la produzione di cotone su larga scala venne utilizzata per fornire la fiorente industria tessile del paese. Alcune spezie come pepe, cardamomo, curcuma e zenzero, originari della regione montuosa di Malenadu (nel Karnataka) venivano trasportati verso le città per alimentarne il commercio. La capitale fu un fiorente centro commerciale, in cui veniva scambiato anche oro e pietre preziose. In più la continua costruzione di templi garantì stabilità occupazionale ad architetti, scultori, e altri artigiani.

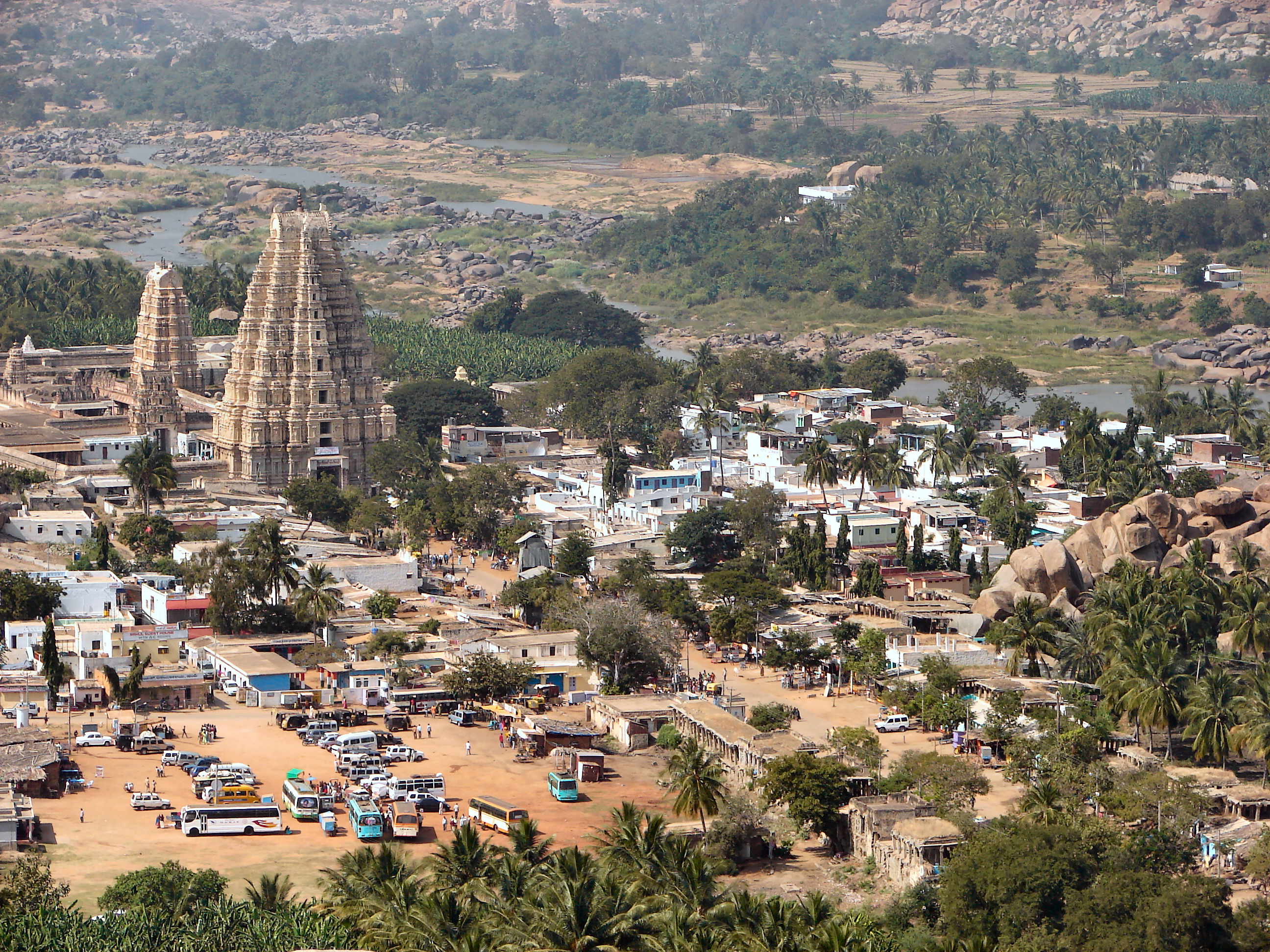
Visione aerea del centro di Hampi.

La proprietà fondiaria era importante. La maggior parte degli agricoltori coltivava i terreni di un nobile e in alcuni casi venivano concessi diritti su questi. Le imposte venivano calcolate in base all'elaborazione di un prodotto e al suo impatto sugli altri settori. Ad esempio, se i produttori richiedevano una certa quantità di profumo di petali di rosa per la produzione di un prodotto che garantiva un'elevata rendita, ai coltivatori di rose veniva applicata una tariffa inferiore. Un sistema simile era adottato per la produzione del sale. La vendita di ghee (burro chiarificato), sia per il consumo umano sia per l'illuminazione, garantiva alte rendite.
Gli scambi con la Cina furono intensi, e includevano prodotti quali cotone, spezie, gemme, pietre dure, avorio, corni di rinoceronte, ebano, ambra, prodotti aromatici e profumi. Arrivavano grandi navi cinesi, tra cui quelle comandate dal famoso ammiraglio Zheng He, e attraccavano in ognuno degli oltre 300 porti che l'Impero possedeva dal Mar Arabico al Golfo del Bengala, tra cui i principali furono quelli di Mangalore, Honavar, Bhaktal, Barkur, Cochin, Cannanore, Machilipatnam e Dharmadam.
Quando un commerciante attraccava in un porto, le merci venivano custodite dalle autorità, e tutti i prodotti venduti pagavano una tariffa. Prosperò l'industria nautica, si costruirono navi in grado di imbarcare svariate tonnellate di merci. In alcuni casi le navi raggiungevano porti molto distanti come ad esempio Aden o Gedda, o trasportarono le merci imperiali fino a paesi remoti, come poteva essere Venezia. Gli articoli più richiesti all'estero erano pepe, ma anche zenzero, cannella, cardamomo, ciliegie, legno di tamarindo, gemme, perle, ambra grigia, piante e semi di rabarbaro, aloe, abiti di cotone e porcellane. In Birmania si esportavano fibra di cotone e indaco della Persia. Dalla Palestina si importavano rame, mercurio, corallo, zafferano, velluto, acqua di rose, coltelli, capi in pelle di cammello, oro e argento. Dalla Persia arrivavano cavalli, dalla Cina la seta e dal Bengala lo zucchero.
Il commercio sulla costa orientale raggiunse volumi mai visti prima, con scambi con Golconda, dove il riso, miglio, ortaggi e tabacco da masticare erano prodotti su larga scala. La coltivazione di piante per coloranti era sufficiente per rifornire tutta l'industria del paese. Machilipatnam, una regione ricca di minerali, fu la fonte di ferro e acciaio di altissima qualità e di maggiore interesse per i commercianti stranieri. Un'industria mineraria dei diamanti fiorì nella regione di Kollum. Giava e l'Estremo Oriente furono le destinazioni principali dei capi di abbigliamento ideati e realizzati dai tessitori e dai sarti locali. I prodotti stranieri più diffusi sulla costa orientale furono i metalli non ferrosi, la canfora e i beni di lusso come la porcellana e la seta.

### Il sistema idraulico della capitale
La capitale dipendeva interamente da un sistema artificiale di distribuzione e immagazzinamento dell'acqua e, per tal motivo, cercava di ottenere una fornitura sufficiente ai fabbisogni di un intero anno. I resti di questo sistema rappresentano un'opportunità per gli storici di conoscere i metodi più comunemente utilizzati nella distribuzione delle acque superficiali (da fiumi e laghi) in un ambiente semi-arido come quello del tempo. Le iscrizioni e le relazioni di coloro che visitarono la regione descrivono il modo in cui vennero creati gli enormi serbatoi di stoccaggio. Attraverso gli scavi sono poi stati scoperti i resti di un avanzato sistema di distribuzione delle acque che serviva esclusivamente le dipendenze reali e i grandi templi, suggerendo come esse venivano utilizzate esclusivamente dalla famiglia reale o per le più importanti cerimonie, con sofisticati canali che sfruttavano la forza di gravità e sifoni per il trasporto dell'acqua attraverso tubazioni.
Le sole strutture che indicano un possibile uso pubblico del sistema sono grandi serbatoi in cui l'acqua veniva immagazzinata durante la stagione dei monsoni e che nel periodo estivo si andavano prosciugando (tranne nei casi in cui il serbatoio fosse collegato a sorgenti sotterranee). Nelle regioni più fertili, vicino al fiume Tungabhadra, vennero scavati canali per deviare il corso del fiume per l'irrigazione dei terreni. Altrove, l'amministrazione promosse la creazione di pozzi. I grandi serbatoi della capitale vennero finanziati con il denaro dalla casa reale, mentre quelli più piccoli dalla nobiltà e dalla borghesia che cercava un’ascesa e un riconoscimento sociale.

## Cultura

### Società
La maggior parte delle informazioni riguardo alla società sviluppata dell'Impero di Vijayanagara ci è pervenuta attraverso taccuini di viaggio di coloro che al tempo visitarono questa regione, e dalle informazioni desumibili dagli scavi archeologici. Il sistema delle caste fu una norma sociale fondamentale che si applicava e rispettava alla lettera. Ogni casta era rappresentata da un consiglio di anziani. Questi gruppi erano responsabili per la promulgazione delle leggi e il loro mantenimento, sebbene fosse necessario un decreto reale che autorizzasse la messa in atto di una determinata legge. Gli intoccabili erano parte del sistema delle caste, ed erano rappresentati da diversi leader (kaivadadavaru).

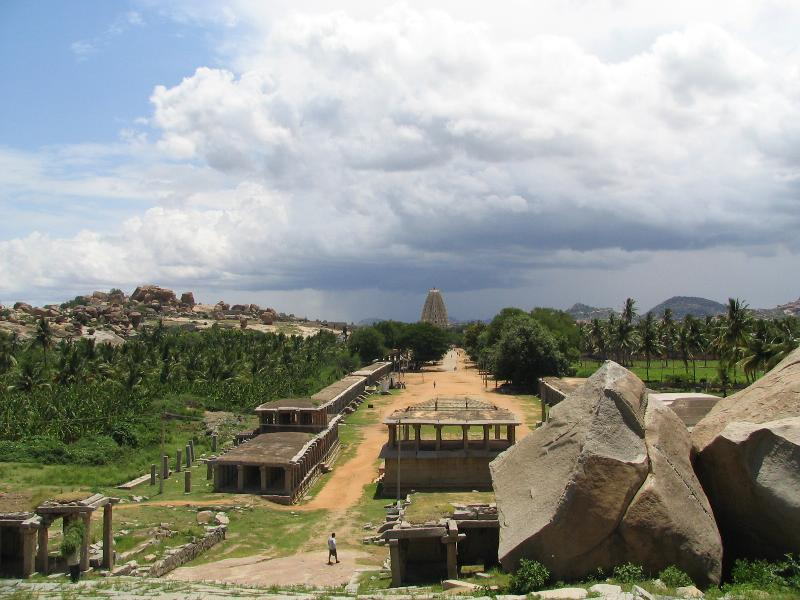
L'area centrale di Hampi.

Le comunità musulmane avevano i loro propri rappresentanti nel Karnataka. Il sistema delle caste, tuttavia, non aveva influenza in caso di promozione a posti di responsabilità nell'esercito o nell'amministrazione per coloro che avevano fornito un prezioso servizio. Nella vita comune i bramini godevano di grande rispetto. Eccezion fatta per i pochi che sceglievano la carriera militare, i bramini si dedicavano alla spiritualità e alla letteratura. La loro separazione dalla vita materiale, la ricchezza e il potere li rendeva arbitri ideali nelle controversie a livello locale, e la presenza di un bramino in ogni paese o villaggio venne organizzato dalla cerchia aristocratica al fine di mantenere l'ordine.
La fama raggiunto da intellettuali provenienti dalle caste inferiori (come i poeti Molla, Kanakadasa e Vemana in lingua telugu, o Sarvajna in kannaḍa) indica il grado di coesione sociale nell'Impero.
Il rituale Sati, anche se su base volontaria, era un fatto comune, sebbene fosse più frequente tra le classi più alte. Solo nella zona d'influenza di Vijayanagara sono stati scoperte più di cinquanta iscrizioni relative al rituale. Queste iscrizioni in lingua telugu sono chiamate satikal (pietre Sati) o sati-viirakal (pietre Sati d'onore). Le satikal commemoravano l'usanza delle vedove, mentre bruciava la pira funebre del marito, di lanciarsi nel fuoco; mentre le sati-viirakal per ricordare le donne che praticavano il sati dopo la morte onorevole del marito in battaglia. In entrambi i casi le donne venivano elevate a livello di semidee, e commemorate con un sole e una mezzaluna incisi su pietra.
I movimenti socio-religiosi dei secoli precedenti consentivano una maggiore flessibilità rispetto alla condotta sociale più coercitiva nei confronti delle donne. Alla fine le donne nell'India meridionale riuscirono a demolire la maggior parte degli ostacoli, e riuscirono ad impegnarsi attivamente in settori precedentemente considerati di competenza degli uomini, come l'amministrazione, le imprese, il commercio, e le belle arti. Devi Tirumalamba e Ganga Devi, autrici rispettivamente del Varadambika Parinayam e del Madhuravijayam, sono due esempi fra i più rappresentativi di poetesse del tempo. Altre poetesse telegu, come Tallapaka Timmakka e Atukuri Molla, raggiunsero alti livelli di popolarità. Vi fu però anche spazio per il culto di Devadasi, e per la prostituzione legalizzata con uno spazio assegnato in ciascuna città. Si sa che gli harem furono molto popolari fra gli uomini della nobiltà e della famiglia reale.
Gli uomini ben vestiti indossavano petha o kullavi, un turbante di seta con intarsi d'oro. Come in quasi tutte le società indù, gioielli e altri ornamenti di lusso, erano complementi utilizzati tanto dagli uomini quanto dalle donne; sono pervenute descrizioni riguardo all'uso di cavigliere, braccialetti, bracciali, anelli, collane e orecchini di tutti i tipi. Durante le feste, gli uomini e le donne si ornavano con ghirlande di fiori e utilizzavano profumi di acqua rosa, muschio e sandalo.
In profondo contrasto con le classi borghesi la cui vita era solitamente modesta, la vita di re e regine era scandita da cerimoniali all'interno della corte. Regine e principesse erano circondate da numerosi attendenti, e tutti i loro vestiti erano adornati con i migliori gioielli.
L'esercizio fisico era una pratica molto popolare tra gli uomini, e uno sport molto praticato fu la lotta libera. Si hanno segnalazioni, tra l'altro, di note donne combattenti. I palazzi reali in ogni città avevano una palestra, e in tempo di pace i comandanti e il loro eserciti avevano la possibilità di accedervi. I palazzi reali e i mercati talvolta possedevano specifiche arene in cui sia la nobiltà sia la gente comune potevano assistere a incontri di lotta, anche tra donne. Gli scavi nella città di Vijayanagara hanno rilevato l'esistenza di vari spazi adibiti alla vita comune (tra cui aree all'interno dei templi, gradinate, ecc.). Fra i vari giochi che si svolgevano a Vijayanagara alcuni sono ancora oggi praticati, altri devono ancora essere identificati.

### Religione

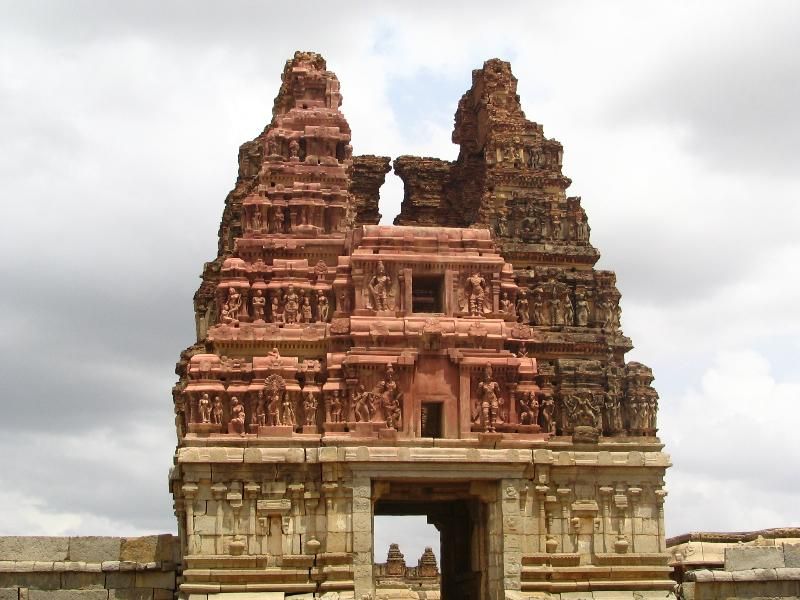
Ingresso del tempio di Thiruvengalanatha, conosciuto anche come tempio di Achyuta Raya (costruito durante il regno di questo imperatore) ad Hampi.

Anche se l'auto-proclamato destino dell'Impero fu quello di preservare il dharma indù dal vicino nemico musulmano, in base ai quaderni di viaggio degli esploratori e dei viaggiatori di quel tempo, lo Stato fu tollerante nei confronti di tutte le religioni, sette e professioni praticate nel suo territorio. I regnanti utilizzarono titoli come go brahmana prati palana acharya (“protettore delle vacche, dei bramini e delle persone”) o hindu raya suratrana (“difensore della fede indù”) in relazione all'intenzione di proteggere l'induismo.
Gli stessi fondatori Harihara I e Bukka Raya I furono devoti di Shiva, però promossero l'ordine Vaishnava di Shringeri attraverso il suo patriarca, Vidyaranya, e fecero del Varāha (“cinghiale”, un simbolo di Visnù) il loro emblema. Altri re, tra cui quelli della dinastia Saluva e Tuluva furono vaishnava di fatto, però venerarono ugualmente Virupaksha (Shiva) ad Hampi e Venkateshwara (Vishnu) a Tirupati. Un lavoro in sanscrito, Jambavati Kalyanam, scritto da Krishna Deva Raya, chiamò Virupaksha Karnata Rajya Raksha Mani ("gioiello protettivo dell'impero karnata").. Inoltre, quando i re visitavano Udupi, rendevano onor al culto di dvaita (dottrina della dualità) fondata nel secolo XIII da Madhvacharya.
Il movimento bhakti impregnò la vita di milioni di persone. Analogamente al movimento Virashaiva del XII secolo, grandi haridasa o monaci diffondevano le antiche tradizioni indù tra la gente comune. Ci furono due tipi di haridasa:
- i vyasakuta, conoscitori dei Veda, Upanishad, Purāṇa e altre Scritture;
- i dasakuta, che diffondevano il messaggio di Madhvacharya attraverso canti devozionali (devaras namas e kīrtana) in lingua kannaḍa.

La dottrina dvaita fu trasmessa da eminenti discepoli, ad esempio Naraharitirtha, Jayatirtha, Vyasatirtha, Sripadaraya, Vadirajatirtha, tra gli altri. Fu in questo periodo che Purandara Dasa sviluppa la musica carnatica. Successivamente, il mahatma Kanakadasa e lo stesso re Krishna Deva Raya lo considerarono santo e kuladevata (divinità famigliare). In quest'epoca, nella città di Dirupati (odierno Andhra Pradesh), il musicista Annamacharya compose centinaia di Kīrtana in Telugu.
La diffusione del Giainismo ebbe un netto calo nel subcontinente dopo la distruzione della dinastia Ganga Occidentale ad opera dei Chola nel secolo XI, a fronte della crescente popolarità del Vaisnavismo. I principali centri del culto del Giainismo nell'Impero Vijayanagara furono a Shravanabelagola e Kambadahalli.
Il primo contatto della penisola con l'Islam fu nel VII secolo, a seguito degli scambi commerciali tra i regni del sud e alcuni paesi arabi. Le prime moschee furono costruite dall'Impero Rashtrakuta entro l'anno 1000, e la fede musulmana nel XIV secolo era già ben radicata lungo la costa di Malabar. Molti immigrati musulmani sposarono donne indù, i loro figli erano chiamati mappilla o moplah. Le relazioni tra Impero Vijayanagara e il Sultanato di Bahmani aumentò la presenza musulmana nel sud.
L'introduzione del Cristianesimo iniziò nell'VIII secolo. Sono stati trovati tamarashasana (lastre di rame), riportanti iscrizioni fatte durante la consegna di terreni a contadini cristiani. I viaggiatori europei però registrarono la carenza dei cristiani nell'India meridionale durante il Medioevo, e invitarono a inviare missionari. Le relazioni commerciali con l'impero portoghese a partire dal XV secolo, la diffusione della fede da parte di San Francesco Saverio (1545), e la successiva influenza degli olandesi, incoraggiò la presenza di immagini sacre cristiane tra la popolazione.

### Letteratura

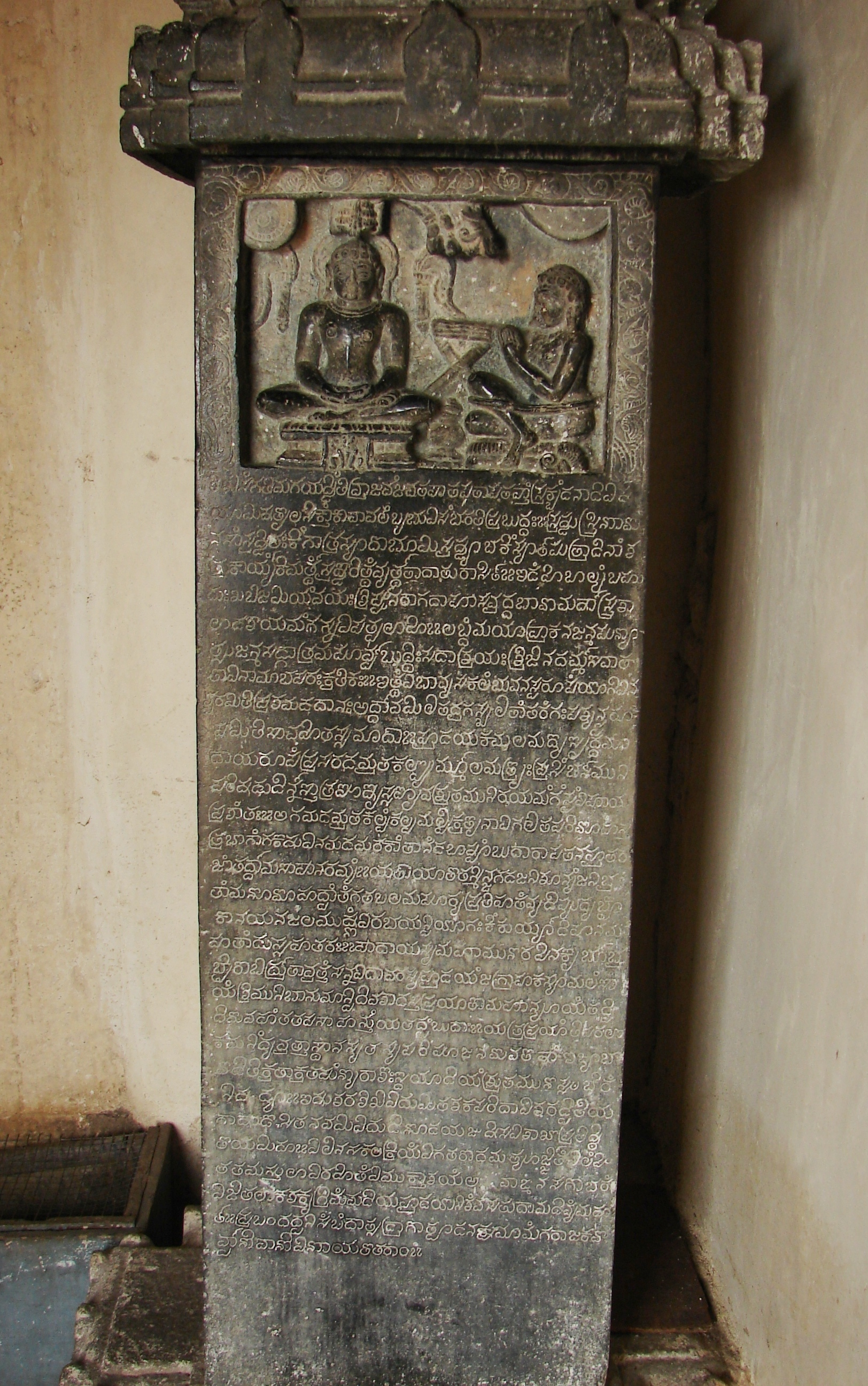
Iscrizione poetica in kannaḍa del poeta Manjaraja di Vijayanagara (1398).

Durante il dominio dell'Impero Vijayanagara fu dato grande spazio a poeti, filosofi e intellettuali. Questi scrissero in sanscrito o in qualsiasi altra lingua locale (kannaḍa, telugu e tamil), spaziando fra i più svariati temi, dalla religione, alle biografie, al Prabandha (romanzo), alla musica, alla poesia, alla grammatica e alla medicina. Il telugu divenne la lingua letteraria per eccellenza e raggiunse il suo apice durante il regno di Krishna Deva Raya. I lavori in sanscrito riguardarono soprattutto commenti ai Veda, o saggi sul Rāmāyaṇa e il Mahābhārata, scritti da famosi intellettuali come Sayana e Vidyaranya, che esaltarono la superiorità della dottrina Advaita sui loro rivali.
Ci furono anche scrittori seguaci della fede dvaita, monaci dell'ordine Udupi, come Jayatirtha (che meritò il soprannome di tika acharya per i suoi scritti polemici); Vyasatirtha, scrittore che respinse la filosofia Advaita e dei pensatori più classici, e Vadirajatirtha e Sripadaraya che criticarono le credenze di Adi Shankar (il primo grande Advaita, 788-820). Al di là di questi monaci, molti altri scrittori in sanscrito furono alla corte reale e nei palazzi dei nobili. Molti re furono anche scrittori, come Krishna Deva Raya, autore classico del Jambavati Kalyana, un dramma poetico.
Una copiosa letteratura fu prodotta anche dagli scrittori e poeti in lingua kannaḍa, prevalentemente sul movimento Bhakti annunciato dagli haridasa (devoti di Visnù), sulla letteratura braminica e Virashaiva (Liṅgāyat). I poeti haridasa composero canti religiosi (devaranama). La loro ispirazione veniva dai maestri Madhvacharya e Vyasatirtha. Purandaradasa e Kanakadasa sono considerati fra i primi Dasa (devoti) per il loro ampio e importante contributo. Kumara Vyasa, il più eminente studioso braminico, scrisse il Gudugina Bharata, una traduzione dell'epico Mahābhārata. Questo lavoro rappresentò un punto di svolta tra la vecchia e la nuova letteratura kannaḍa. Chamarasa fu un celebre lingayati, intellettuale e poeta che ebbe molte pubbliche discussioni con la scuola Virashaiva alla corte di Deva Raya II. La sua Prabhulinga Lile, che successivamente fu tradotta in telugu e tamil, fu un elogio al mistico ʿAllāma Prabhu (secolo XII), che riteneva essere la reincarnazione del dio Ganesha.
In questo periodo culminante della letteratura telugu, il più famoso scrittore Prabhanda fu Manucharitamu. Krishna Deva Raya fu esperto conoscitore della lingua e scrisse il famoso Amuktamalyada. Nella sua corte vennero riuniti gli otto astadiggaja, i più importanti scrittori della lingua telugu. I più famosi furono Allasani Peddana (che ebbe il titolo di Andhrakavitapitamaha, “padre della lingua Telugu”), e Tenali Ramakrishna, autore di molti lavori accademici e del Panduranga Mahatyam, il capolavoro della letteratura telugu. Appartiene a questa epoca anche Srinath, autore del Marutratcharitamu e del Salivahana Sapta Sati, patrocinato dal re Deva Raya II, e possessore di uno status talmente elevato da essere paragonato a quello di qualsiasi ministro.
Anche se la maggior parte della letteratura scritta in tamil durante il dominio dell'Impero proveniva dalle regioni sotto il controllo dei vassalli Pandya, i re di Vijayanagara posero attenzione anche ai loro poeti. Svarupananda Desikar scrisse un'antologia di 2.824 versi, il Sivaprakasap-perundirattu sulla filosofia Advaita. Il suo protetto, l'ascetico Tattuvarayar, fu autore di un'altra più breve antologia, il Kurundirattu, con circa la metà dei versi. Kirshner Deva Raya patrocinò il poeta Haridasa, di cui l'Irusamaya Vilakkam è un'esposizione sulle due principali correnti indù, Vaishnavismo e Shaivismo, con preferenze per la prima.
Altri eminenti autori di opere sulla musica e sulla medicina furono Vidyaranya (autore del Rati Ratna Pradipika), Sayan (autore dell'Ayurveda Sudhanidhi) e Lakshmana Pandita (autore del Vaidyarajavallabham).

### Architettura

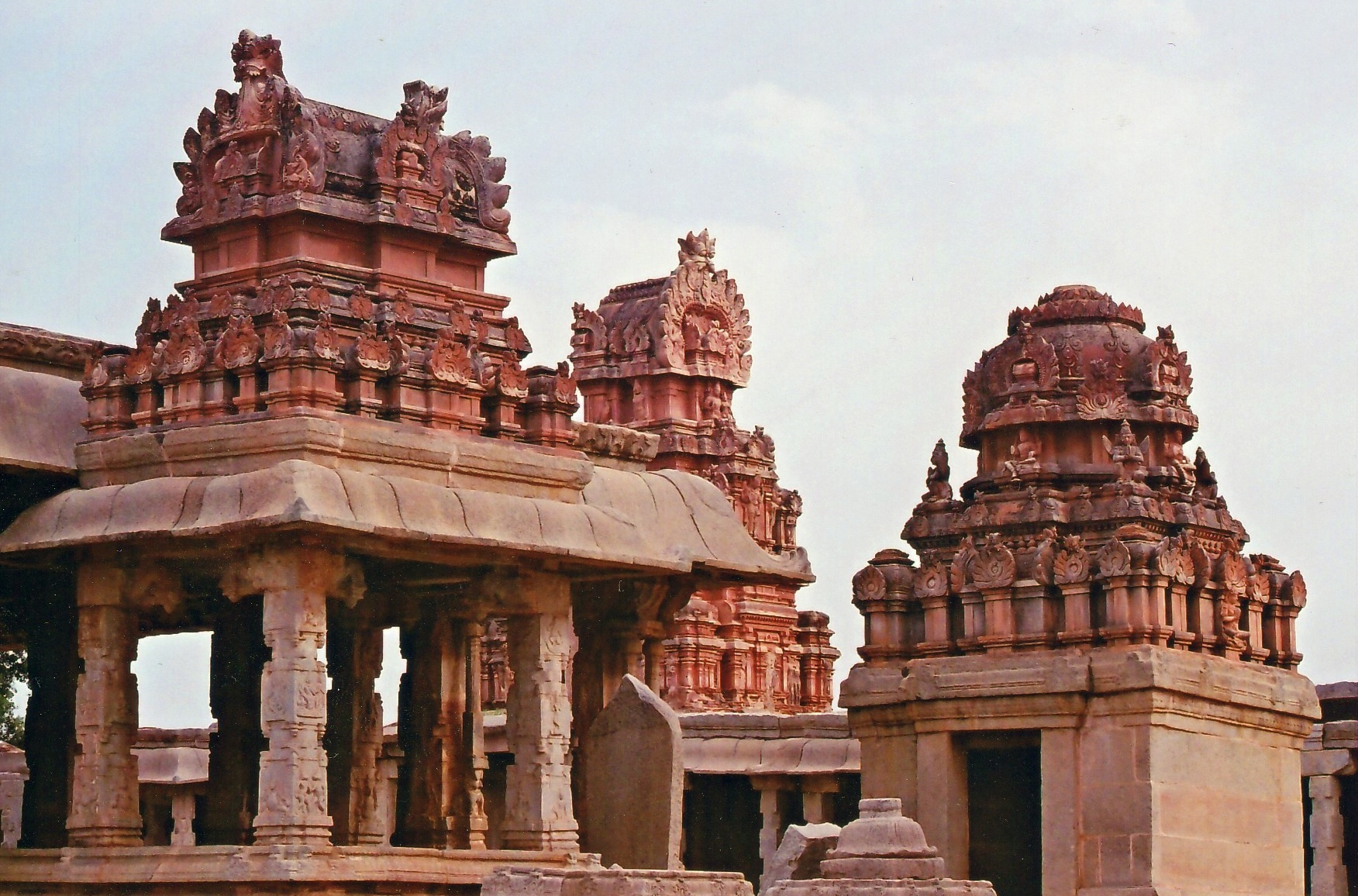
Tempio di Balakrishna ad Hampi.

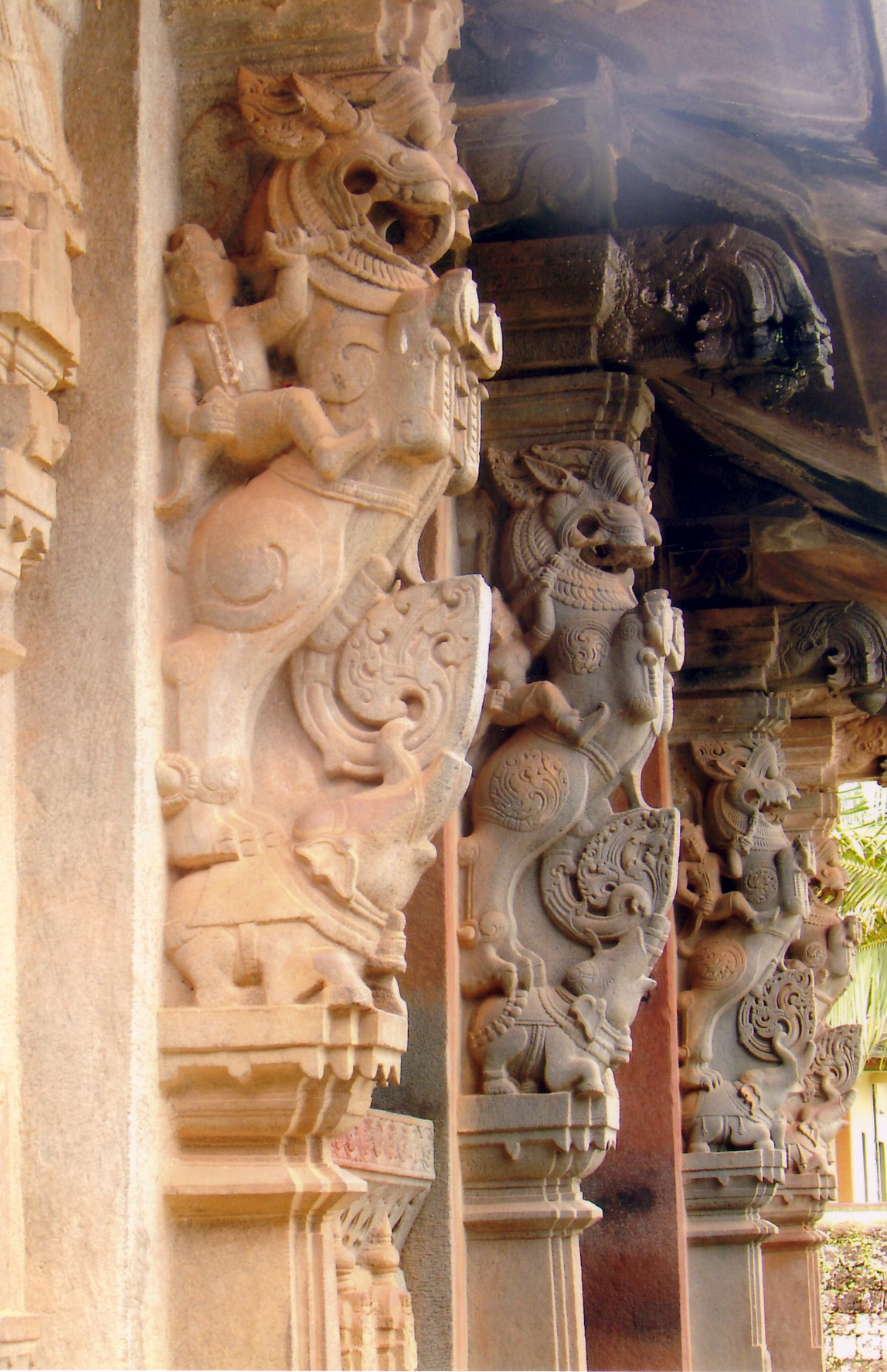
Pilastri Yali nel tempio Aghoreshwara Temple a Ikkeri nel Distretto di Shimoga.

L'architettura dell'Impero fu un'armoniosa combinazione di stili Chalukya, Pandya, Hoysala e Chola, predominanti nei secoli precedenti. L'influenza di questa unione nell'architettura, nella scultura e nella pittura hanno reso questo nuovo stile un modello per i secoli che seguirono la caduta di Vijayanagara. Le opere architettoniche di riferimento sono senza dubbio il Kalyanamantapa (salone matrimoniale), il Vasanthamantapa (corridoio scoperto) e il Rayagopura (torre). Gli architetti e gli scultori fecero uso di abbondante e resistente granito, presente nelle zone limitrofe, al fine di proteggere in maniera più efficace la città nel persistente rischio di invasioni. Ci sono monumenti sparsi in tutta l'India meridionale, ma non vi è nulla che è comparabile agli edifici presenti a Vijayanagara, dichiarata patrimonio dell'umanitàdall'UNESCO.
In tutto il secolo XIV i monarchi continuarono a costruire edifici in stile Vesara (monumenti tipici dell'altopiano del Deccan), ma introdussero anche stili dravinici per motivi religiosi. Il tempio Prasanna Virupaksha (tempio sotterraneo) di Bukka Raya I e il tempio Hazare Rama di Deva Raya I sono esempi di architettura dell'altopiano del Deccan. I vari e intricati ornamenti delle colonne ne sono l'elemento distintivo. Ad Hampi, il tempio Vitthala (il più noto esempio di stile Kalyanamantapa) e l'Hazara Ramaswamy ne sono un più modesto, ma raffinato, esempio. Un aspetto visibile di questo stile è il ritorno all'arte più semplicistica della dinastia Chalukya. Un altro modello dell'arte di Vijayanagara fu la costruzione del tempio Vitthala, durata per decenni sotto la dinastia Tuluva.
Altri esempi di rilievo dello stile di Vijayanagara sono i grandi monoliti Sasivekalu (senape) e Ganesha Kadalekalu (arachidi) di Hampi, le statue di Gomateshwara a Karkala e Venur, e il toro Nandi di Lepakshi. Sullo stesso stile sono la moltitudine di templi sparsi in città come Bhatkal, Kanakagiri, Sringeri, Tadpatri, Lepakshi, Ahobilam, Srikalahasti e Tirupati nell'Andhra Pradesh e Vellore, Kumbanokam, Srirangam e Kanchi nel Tamil Nadu. Ma anche dipinti murali come Dasavathara (i dieci avatar di Visnù) e Shivapurana (o storie di Shiva), sia nel tempio Virupaksha di Hampi, che altri più piccoli dipinti nei templi Basadi jaina e nei templi Kamaskshi e Varadarajan di Kanchi. Questo mix di stili regionali contribuirono alla ricchezza culturale della regione, portando un rinnovamento al rigido stile indù che aveva caratterizzato l'India meridionale fino ad allora.
Un aspetto del cosmopolitismo della capitale Vijayanagara è la presenza di un gran numero di edifici di tipo islamico. Sebbene la storia analizzi solamente il confronto politico tra la potenza dell'Impero Vijayanagara e dei Sultanati del Deccan, l'architettura riflette segnali di una maggior collaborazione tra le due fedi a civiltà. Sopravvivono ancora un gran numero di archi, cupole e volte rimaste come prova di questo scambio culturale, oltre ai resti di padiglioni, stalle e torri, che suggeriscono come gli stessi governanti promuovessero la coesistenza delle due religioni. Si ritiene che l'influenza fosse stata particolarmente forte all'inizio del quindicesimo secolo, in coincidenza con il regno di Deva Raya I e Deva Raya II, noti per aver avuto un buon numero di musulmani all'interno dell'esercito, fra i propri giudici e fra gli architetti. L'armonia di questo scambio di idee, tuttavia, avrebbe dato solo brevi periodi di pace tra l'Impero e i suoi rivali musulmani. Alcuni rilievi della "Grande Piattaforma" (Mahanavami Dibba) comprendono cifre con caratteristiche tipiche fra i turchi dell'Asia centrale (alcuni dei quali parrebbe fossero stati accolti come assistenti delle famiglie reali).

### Lingua
Le lingue kannaḍa, telugu e tamil furono utilizzate nelle rispettive regioni dell'Impero. Sono state recuperate un totale di oltre 7.000 iscrizioni (Shasana), tra cui 300 fogli di rame (Tamarashasana), circa la metà delle quali in kannaḍa, il rimanente in telugu, sanscrito e tamil. Le iscrizioni bilingue non vennero più utilizzati alla fine del XIV secolo. Le monete coniate ad Hampi, Penugonda e Tirupati utilizzavano caratteri in alfabeto kannaḍa, telugu e devanagari. Per le monete si usavano diversi metalli, tra cui oro, argento e bronzo, e a seconda del valore ricevevano un diverso nome tra gli otto possibili: Gadyana, Varaha, Pon, Pagoda, Pratap, Pana, Kasu e Jital. Le monete contenevano le immagini di varie divinità tra cui Balakrishnan (Krishna bambino), Venkateshwara (la principale divinità del tempio di Virupati), le dee Bhudevi Sridevi, oltre a divinità minori ed animali, come tori, elefanti e uccelli. Le prime monete mostrano divinità più antiche come Hanuman e Garuda (l'aquila divina), il veicolo del dio Vishnu. L'Agenzia ufficiale di ricerca archeologica del governo indiano (Archaeological Survey of India) ha recuperato e decifrato iscrizioni in kannaḍa e telugu.